# Tour de Flandes 1913
El Tour de Flandes 1913 fou la primera edició del Tour de Flandes. Es disputà el 25 de maig de 1913 amb inici i final a Gant, amb una llargada de 324 quilòmetres. El vencedor final fou el belga Paul Deman, que s'imposà a l'esprint als seus companys d'escapada.

## Classificació final
|    | Ciclista                | Equip          | Temps       |
| -- | ----------------------- | -------------- | ----------- |
| 1  | Paul Deman (BEL)        | Automoto       | 12h 03' 10" |
| 2  | Joseph van Daele (BEL)  | J.B.Louvet     | m. t.       |
| 3  | Victor Doms (BEL)       | Automoto       | m. t.       |
| 4  | August Dierickx (BEL)   |                | m. t.       |
| 5  | Arthur Maertens (BEL)   | La Française   | m. t.       |
| 6  | Jan van Ingelghem (BEL) | Peugeot-Wolber | + 1' 00"    |
| 7  | Achiel Depauw (BEL)     | La Française   | m. t.       |
| 8  | Auguste Benoit (BEL)    | La Française   | + 6' 50"    |
| 9  | Adrien Kranskens (BEL)  |                | + 17' 50"   |
| 10 | Hector Billiet (BEL)    |                | m. t.       |